# آمستل
آمستل رودی است که به ای (دریاچه) می‌ریزد. این رود از شهر آمستردام در کشور هلند می‌گذرد.

## نگارخانه

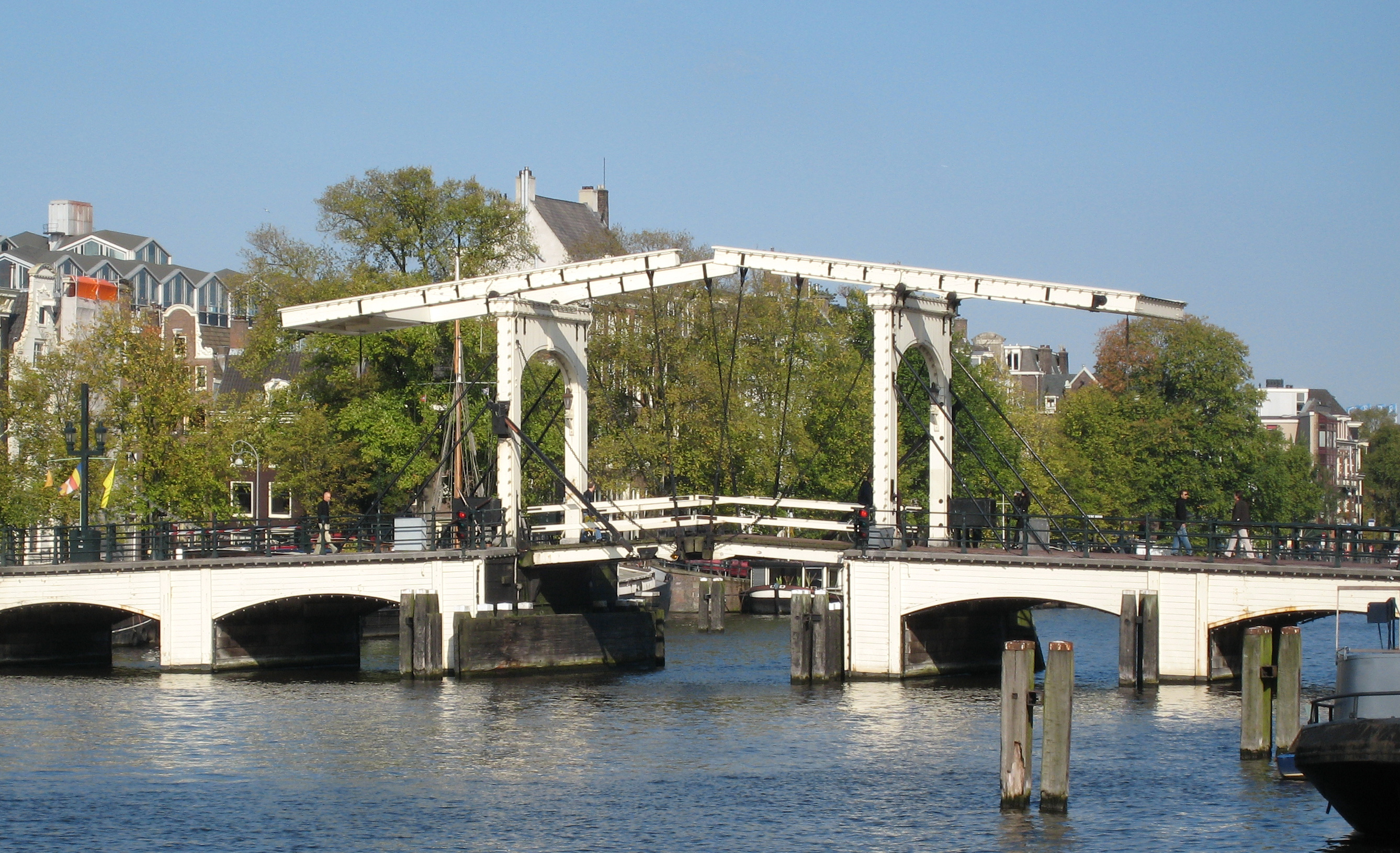
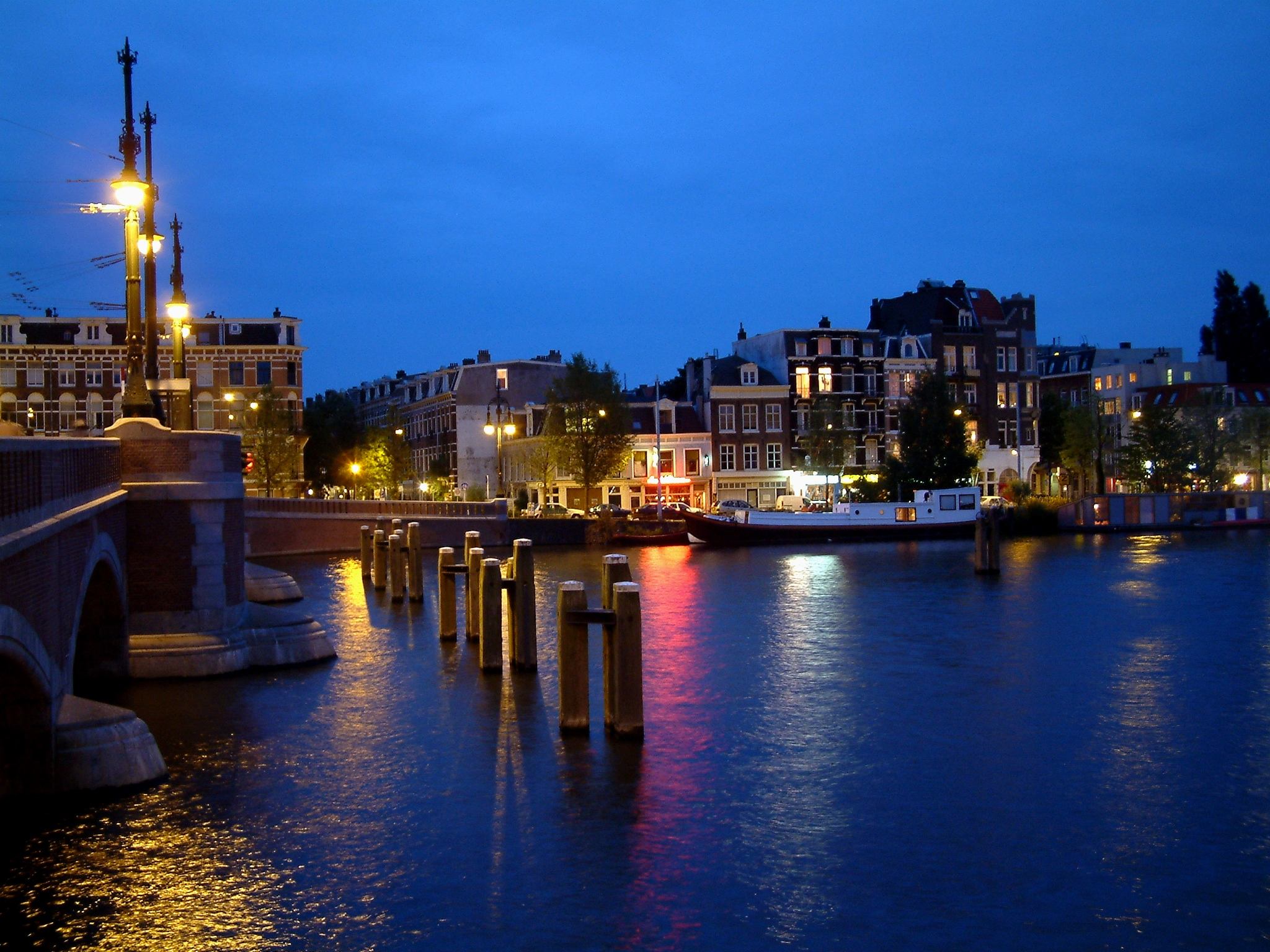
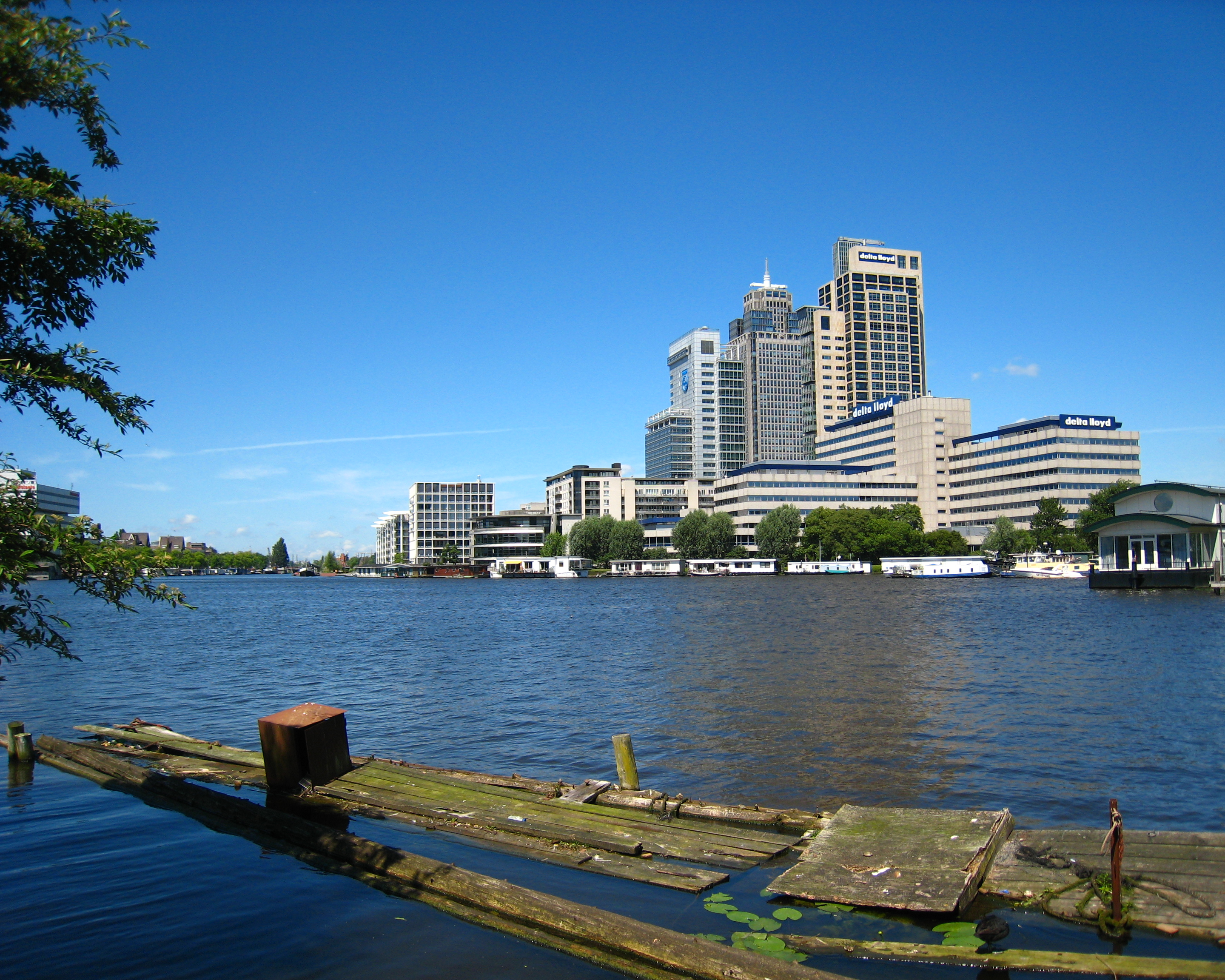
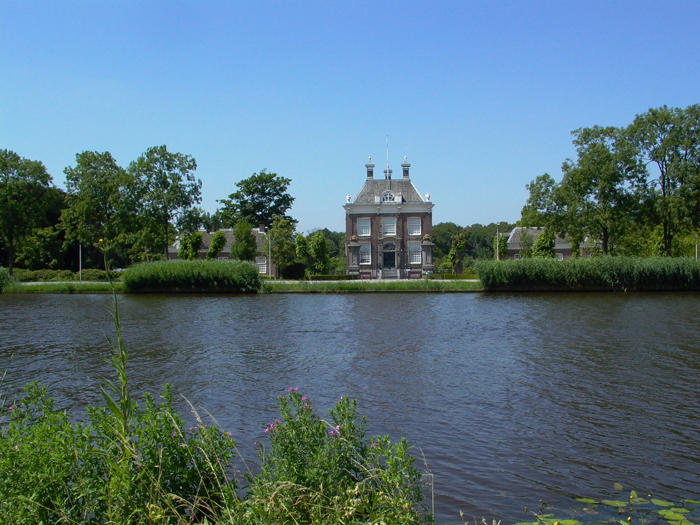
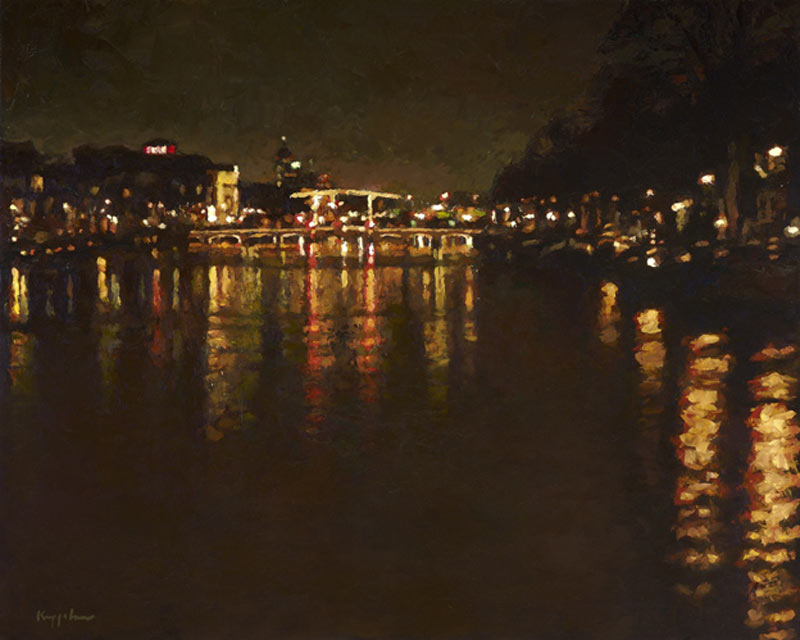